# Конклав 1830—1831 годов
Конклав 1830—1831 годов был созван после смерти Папы Пия VIII и проходил с 14 декабря 1830 года по 2 февраля 1831 года и завершился избранием Бартоломео Альберто Капеллари Папой римским Григорием XVI.

## Ситуация вокруг Конклава
Папа Пий VIII скончался в четверг, 30 ноября 1830 года, в возрасте шестидесяти девяти лет. 11 декабря, губернатор Рима, монсеньор Бенедетто Каппеллетти сообщил кардиналам, что в Риме имел место заговор с участием Бонапартов — племянников кардинала Жозефа Феша. Один из заключённых был передан российскому министру, поскольку его матерью была родившаяся в России Екатерина Вюртембергская. Феш отказался просить своих племянников покинуть Рим. Бумажная бомба взорвалась под окнами Конклава. Конклав открылся в атмосфере высокой напряжённости.

## Описание
Когда Конклав созвали 14 декабря 1830 года, в нём приняли участие около 45 из 54 живущих кардиналов, восемь из которых не были итальянцами. Бартоломео Пакка председательствовал как декан Священной коллегии.

### Столкновение кандидатур
Первоначально главными кандидатами были Эммануэле де Грегорио и Бартоломео Пакка, которые были папабилями на Конклаве 1829 года, а также Джакомо Джустиниани, который был папским дипломатом обладающий большим стажем служения, но на которого наложил вето король Испании Фердинанд VII. Джустиниани служил апостольским нунцием в Мадриде и спровоцировал враждебность премьер-министра в церковных делах и королевы Кристины относительно наследования трона.

### Поиск компромисса
С первого дня подсчёта голосов, который был 15-го и до 27-го, голоса довольно равномерно распределились между кардиналами де Грегорио и Пакка. Однако, в конце концов стало ясно, что ни один из папабилей, на которого не наложено вето, не может получить поддержку двух третей кардиналов, и князя Меттерниха, желающего иметь очень сильного Папу твердо держащегося против революционного потопа, преследовавшего Европу в период Конклава. Тогда вмешался кардинал Джузеппе Альбани, который возглавлял проавстрийскую группировку на Конклаве и поддерживал кандидатуру Пакки. Он предложил, в качестве своей кандидатуры, кардинала Винченцо Макки, бывшего апостольского нунция в Париже, но лишь немногие из других кардиналов считали Макки подходящим для папства. Король Франции Луи-Филипп поручил кардиналу д’Изоару наложить вето на избрание Макки в случае необходимости. Кардинал Томмазо Бернетти, который соперничал с кардиналом Альбани за пост государственного секретаря, поддержал кардинала де Грегорио.

### Альтернативная кандидатура
Кардинал Мауро Каппелари появился в качестве альтернативной кандидатуры как де Грегорио, так и Макки, только тогда, когда Конклав успешно продвигался, но, несмотря на то, что Альбани работал против него, Каппеллари, в конечном итоге, взял инициативу в свои руки и победил на выборах.
Ни один конклав с тех пор не продолжался более одной недели, но в то же время ни один конклав с 1667 года не длился менее трёх недель. Конклаву потребовалось восемьдесят три баллотировки, чтобы кандидат набрал большинство в две трети, тогда как ни один Конклав с тех пор не набирал более четырнадцати баллотировок.
Каппеллари, тогдашний священник-камальдул и префект Священной Конгрегации Пропаганда Веры, был также последним Папой не епископом, на момент своего избрания.

## Статистика Конклава
| Продолжительность  | 50 дней                         |
| Число баллотировок | 83                              |
| Выборщики          | 45                              |
| Используемое вето  | Королём Испании Фердинандом VII |
| СКОНЧАВШИЙСЯ ПАПА  | ПИЙ VIII (1829—1830)            |
| НОВЫЙ ПАПА         | ГРИГОРИЙ XVI (1831—1846)        |
| ------------------ | ------------------------------- |